# 米耶雷斯
米耶雷斯，是西班牙阿斯图里亚斯的一个市镇。总面积146平方公里，总人口47719人（2001年），人口密度327人/平方公里。